# Mělnické Vtelno
Mělnické Vtelno é uma comuna checa localizada na região da Boêmia Central, distrito de Mělník.